# Demócratas Directos
Demócratas Directos (en sueco: Direktdemokraterna) es una organización política sueca fundada en 2002. Su objetivo es conseguir la democracia directa, a través de un sistema de votación electrónica directa por Internet.
Fue fundado como una wiki abierta. Han presentado candidaturas para las elecciones del parlamento sueco y del parlamento europeo. Su objetivo final es abolir el sistema de partidos e instaurar la democracia directa.